# 小村捷治

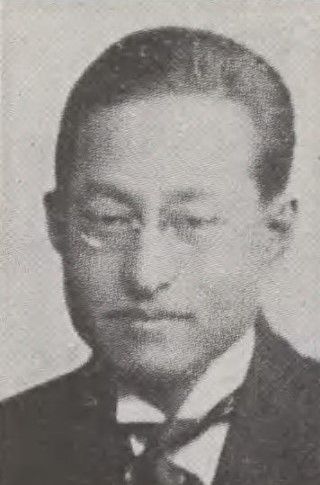
小村捷治

小村 捷治（こむら しょうじ、1895年（明治28年）5月15日 - 1972年（昭和47年）2月9日）は、大正から昭和期の教育者、政治家、華族。貴族院侯爵議員。

## 経歴
外交官・小村壽太郎、マチ夫妻の二男として生まれる。兄小村欣一が死去して3年後の1934年（昭和9年）1月15日、侯爵を襲爵して貴族院侯爵議員に就任。火曜会に所属して1947年（昭和22年）5月2日の貴族院廃止まで在任した。
東京帝国大学文学部を修了。財団法人国士舘講師、東京朝日新聞記者、大阪朝日新聞記者などを務めた。1938年（昭和13年）以降、司法制度調査委員会委員、内閣委員、経済関係罰則調査会委員などを歴任。
戦後は外務省研修所講師、明治大学講師を務めた。墓所は青山霊園(1ロ12-1～6)。

## 著作
- 小村壽太郎侯奉賛会企画編集、小村捷治著『骨肉』鉱脈社、2005年。※父の伝記